# Indosasa jinpingensis
Indosasa jinpingensis är en gräsart som beskrevs av Tong Pei Yi. Indosasa jinpingensis ingår i släktet Indosasa och familjen gräs. Inga underarter finns listade i Catalogue of Life.